# Leksaksmuseet i Sveaborg
Leksaksmuseet  i Sveaborg (finska: Suomenlinnan lelumuseo) samlingar inkluderar gamla dockor, antika nallebjörnar och andra gamla leksaker från början av 1830-talet till 1960-talet. Leksaksmuseet ligger i Sveaborg ett hus som byggdes av en rysk kapten Vasiliev 1911. Det ligger på bottenvåningen i en Vasiliev-villa.